# Dirty Money, Dirty Tricks
Dirty Money, Dirty Tricks – drugi studyjny album polskiej grupy Acid Drinkers, wydany w czerwcu 1991 r. przez Metal Mind Productions.

## Utwory
1. „Are You a Rebel?”
2. „Too Many Cops”
3. „Acid Drinker”
4. „Smoke on the Water” (Deep Purple / Machine Head)
5. „Yahoo”
6. „Max – He Was Here Again”
7. „Ziomas”
8. „Traditional Birthday”
9. „Dirty Money, Dirty Tricks”
10. „Angry and Bloody”
11. „Street Rockin”
12. „W.G.F.S. Power”[a]
13. „Don't Touch Me”
14. „Zorba”
15. „Flooded With Wine”

## Twórcy
- Tomasz "Titus" Pukacki – śpiew, gitara basowa
- Robert "Litza" Friedrich – gitara, śpiew (12)
- Dariusz "Popcorn" Popowicz – gitara
- Maciej "Ślimak" Starosta – perkusja

## Opis
Płyta została nagrana jeszcze przed polskim wydaniem debiutanckiej Are You a Rebel?. Podobnie jak w przypadku poprzedniego albumu, nagrania odbyły się w poznańskim studiu Giełda. Początkowo płyta miała nosić tytuł Street Metal, ostatecznie skończyło się jednak na Dirty Money, Dirty Tricks.
Okładka przedstawia postać („Acidka”) wciskaną do maszynki do mięsa. Zamiast mięsa z maszynki wychodzą zwinięte banknoty dolarowe zabierane przez szefa Metal Mind Productions – Tomasza Dziubińskiego. Było to wyrazem braku usatysfakcjonowania finansowego zespołu.
Dirty Money, Dirty Tricks jest bardziej spokojnym, hardrockowym albumem. Najbardziej znane utwory z tej płyty to klasycznie rockowy Street Rockin, ballada Flooded With Wine oraz cover Deep Purple Smoke on the Water. Zagrany znacznie szybciej niż oryginał, pełen siły, z klasyczną solówką, jest przykładem jak świetnie Acid Drinkers potrafią interpretować utwory innych wykonawców.
Płyta ukazała się w Europie nakładem Under One Flag w czerwcu 1991 r. W Polsce Indies na licencji Metal Mind wydał ją trzy miesiące później. Utwór Are You a Rebel? ukazał się na składance Speed Kills 6. Zaplanowana trasa koncertowa po Wielkiej Brytanii nie doszła do skutku z powodu rozwiązania Sabbat – zespołu razem z którym mieli koncertować Acid Drinkers.